# Adolf Riechelmann
Adolf Riechelmann ( 1960, Berlín - ) es un botánico alemán, con especialización en orquídeas.

## Algunas publicaciones
- reinhard Baudisch, hans-emmerich Kornherr, adolf Riechelmann. 2006. Orchideen aus Bayern in den Herbarien Appel und Kükenthal im Naturwissenschaftlichen Museum Coburg

### Libros
- 2003. Neue Elemente in der Orchideenflora der nördlichen Frankenalb. Nº 305 de Heimatbeilage. Ed. Regierung von Oberfranken, 48 pp.

- adolf Riechelmann, adolf Zimsack. 2001. Die Orchideen des Walberla. Nº 283 de Heimatbeilage. Ed. Regierung von Oberfranken, 72 pp.

- La abreviatura «Riech.» se emplea para indicar a Adolf Riechelmann como autoridad en la descripción y clasificación científica de los vegetales.[1]